# آق-باشات (شهرستان یای‌ایل)
آق-باشات (به لاتین: Ak-Bashat) یک منطقهٔ مسکونی در قرقیزستان است که در شهرستان یای‌ایل واقع شده‌است. آق-باشات ۱٬۰۳۱ نفر جمعیت دارد و ۷۰۰ متر بالاتر از سطح دریا واقع شده‌است.